# فلورا موراي
فلورا موراي (بالإنجليزية: Flora Murray)‏، الحاصلة على رتبة الإمبراطورية البريطانية، (وُلدت في 8 مايو في عام 1896- تُوفيت في 28 يوليو في عام 1923). كانت موراي رائدةً في مجال الطب الاسكتلندي، بالإضافة إلى كونها عضوًا الاتحاد الاجتماعي والسياسي للمرأة، المخصص للنساء المناديات بمنح المرأة الحق في التصويت.

## مسيرتها المهنية

عملية في المستشفى العسكري، شارع إندل : دكتور إل جاريت، دكتورة فلورا موراي، دكتور دبليو باكلي.

### طبيبة
أصبحت موراي مسؤولةً طبيةً في مستشفى بلجريف للأطفال في لندن في عام 1905، ثم انتقلت للعمل في مستشفى تشيلسي للنساء بصفتها طبيبة تخدير. نشرت موراي مقالًا حول استخدام المخدر على الأطفال في مجلة ذا لانسيت في عام 1905، إذ حمل مقالها عنوان كلوريد الإيثيل باعتباره مخدرًا للأطفال.

### منادية بمنح المرأة الحق في التصويت
بدأت موراي مسيرتها في مجال المطالبة بمنح النساء الحق في التصويت عندما أصبحت إحدى المشاركات والناشطات في الاتحاد الوطني للجمعيات المنادية بحق المرأة في التصويت تحت رئاسة ميليسنت فاوست. واصلت موراي نشاطها في هذا المجال بصفتها داعمةً للاتحاد الاجتماعي والسياسي للمرأة. انخرطت موراي في الحركة النضالية وقدمت خدماتها بصفتها طبيبة، ولا سيما في دار بيمبروك غاردنز للرعاية تحت إدارة الممرضتين كاثرين باين وجيرترود تاونيند، حيث تقطن العديد من النساء المناديات بمنح المرأة الحق في التصويت ممن يحاولن التعافي من التغذية القسرية. اضطلعت موراي بدور قيادي وأثبتت أهميتها بصفتها ناشطة، وذلك من خلال التحدث في التجمعات العامة، وانخراطها في مظاهرات مقاطعة تعداد التصويت لعام 1911، والاستفادة من خبرتها ومهارتها الطبية في علاج زميلاتها المناديات بمنح المرأة الحق في التصويت ممن أُصبن خلال عملهن النشاطي. اعتنت موراي بإيميلين بانكيرست وغيرها من المضربات عن الطعام بعد إطلاق سراحهن من السجن. شنّت موراي حملةً بالتعاون مع بعض الأطباء بهدف الاحتجاج على التغذية القسرية للسجناء.

### مستشفى النساء للأطفال
أسست موراي ولويزا غاريت أندرسون مستشفى النساء للأطفال في شارع هارو 688 في عام 1912. قدم المستشفى الرعاية الصحية لأطفال الطبقة العاملة في المنطقة، متيحًا للطبيبات فرصتهن الوحيدة لاكتساب الخبرة السريرية في مجال طب الأطفال في لندن. كان شعار المستشفى أفعالًا لا أقوالًا.

### الحرب العالمية الأولى
أسست مواري وشريكتها الطبيبة لويزا غاريت أندرسون فيلق مستشفى النساء بعد اندلاع الحرب العالمية الأولى، ثم وظفتا مجموعةً من النساء للعمل فيه. عرضت كل من موراي وأندرسون تقديم المساعدة على الصليب الأحمر الفرنسي، مدفوعتين باعتقادهما بأن مكتب الحرب البريطاني سيرفض عرضهما للمساعدة، ومدركتين حاجة الفرنسيين إلى المساعدة الطبية. قبل الفرنسيون عرضهما ومنحوهما مكانًا للعمل في فندق حديث في باريس. عُينت فلورا موراي رئيسةً للأطباء، بينما أصبحت أندرسون رئيسة الجراحين. ذكرت موراي في مذكراتها تفاجؤ الممثلين الزائرين بالنيابة عن مكتب الحرب البريطاني عند رؤيتهم لمستشفى ناجح تحت إدارة نساء بريطانيات، الأمر الذي أسفر عن تحوله إلى مستشفى بريطاني مساعد بدلًا من كونه فرنسي.  أدار فيلق مستشفى النساء مستشفى عسكري آخر في ويميروكس جنبًا إلى جنب مع مستشفى باريس. بدأت عملية نقل ضحايا الحرب إلى إنجلترا لتلقي العلاج في شهر يناير من عام 1915. دعا مكتب الحرب كل من موراي وأندرسون للعودة إلى لندن، بغية إدارة مستشفى إندل ستريت العسكري الكبير والخاضع للفيلق الطبي في الجيش الملكي في لندن. تمكنت كوادر المستشفى من علاج نحو 50,000 جندي بين شهر مايو من عام 1915 وشهر سبتمبر من عام 1919.
عادت موراي إلى مستشفى شارع هارو بعد انتهاء الحرب، حيث واصلت عملها بصفتها طبيبة خاصة بعد أن غيرت اسم المستشفى إلى مستشفى قائمة الشرف. أصبحت مذكرات موراي حول تجاربها في فترة الحرب كتابًا تحت عنوان النساء الجراحات في الجيش: دورهن في تاريخ فيلق مستشفى النساء في باريس (1920). ورد في إهداء الكتاب: «إلى لويز غاريت أندرسون/ الجريئة، والحذرة، والصادقةـ وصديقتي المحبة».
أُغلق مستشفى قائمة الشرف بسبب انعدام التمويل وتقاعد كل من موراي وأندرسون. انتقلت موراي وأندرسون إلى كوخ واقع في بول إيند في قرية بنن (باكينغهامشير).